# Victoria Kwakwa
Victoria Kwakwa est une économiste ghanéenne qui est actuellement vice-présidente de la Banque mondiale pour l'Afrique orientale et australe. Elle a précédemment occupé le poste de vice-présidente de la Banque mondiale pour les Initiatives Stratégiques Corporatives de septembre 2021 au 1er juillet 2022,.
Elle a également été vice-présidente de la Banque mondiale pour l'Asie de l'Est et le Pacifique entre avril 2016 et août 2021,. Avant cela, elle était directrice nationale de la Banque mondiale au Vietnam.

## Jeunesse et éducation
Elle obtient son diplôme de B.A. en économie et statistiques à l'Université du Ghana, Legon. Elle poursuit ensuite ses études à la Université Queen's à Kingston, Canada pour son M.A. et son Doctorat en économie, avec une spécialisation en commerce international et finance ainsi qu'en théorie monétaire.

## Carrière
Elle commence sa carrière comme jeune économiste à la Banque mondiale (BM) en 1989. En tant que présidente de la région Asie-Pacifique de l'Est, Kwakwa était la directrice directe de Rodrigo Chaves, qui a finalement été contraint de démissionner de la BM à la fin de 2019 après de multiples plaintes pour harcèlement sexuel et agression. Des enquêtes internes ont conduit à son rappel à Washington et à sa rétrogradation. Chaves était directeur pays de la BM pour l'Indonésie de 2013 à 2019, période durant laquelle plusieurs plaintes ont été déposées. Kwakwa n'a pas pris de mesures. Chaves est ensuite devenu ministre des Finances du Costa Rica,.